# Havana (Arkansas)
Havana est une ville située dans l’État américain de l'Arkansas, dans le comté de Yell.